# Kamerconcert nr. 6 voor viool en kamerorkest
Het Kamerconcert nr. 6 voor viool en kamerorkest is een compositie van Vagn Holmboe.
Naast een serie genummerde symfonieën en strijkkwartetten schreef Holmboe ook een aantal genummerde kamerconcerten.
Kamerconcert nr. 5 volgde vrijwel direct op Kamerconcert nr. 4 voor pianotrio en kamerorkest en Kamerconcert nr. 5 voor altviool en kamerorkest. Holmboe gebruikte voor nummer 6 de orkestratie eenzelfde orkest als bij nummer 5, maar dan de viool als solo-instrument. Holmboe schreef opnieuw volgens de driedelige indeling, maar dan in andere tempovolgorde:
- Andante – Allegro con brio; met lange solistische passages
- Andante tranquillo; solist krijgt gaandeweg meer begeleiding tot hoogtepunt, waarna het weer wegsterft
- Allegro molto;  virtuoos slotdeel.

De eerste uitvoering vond plaats op 13 december 1944 door het Det Unge Tonekunstnerselskab onder leiding van Lavard Frissholm.
Orkestratie:
- solo viool
- 2 dwarsfluiten, 2 hobo’s, 2 klarinetten, 2 fagotten
- 2 hoorns, 2 trompetten
- pauken
- violen, altviolen, celli,  contrabassen

Concerto’sAltvioolconcert · Celloconcert · Concert voor blokfluit, strijkinstrumenten, celesta en vibrafoon · Concert voor orkest · Fluitconcert nr. 1 · Fluitconcert nr. 2 · Tubaconcert · Vioolconcert nr. 1 · Vioolconcert nr. 2
Kamerconcerto’sKamerconcert nr. 1 voor piano, strijkinstrumenten en pauken · Kamerconcert nr. 2 voor fluit, viool, strijkinstrumenten en percussie · Kamerconcert nr. 3 voor klarinet en kamerorkest · Kamerconcert nr. 4 voor pianotrio en kamerorkest · Kamerconcert nr. 5 voor altviool en kamerorkest · Kamerconcert nr. 6 voor viool en kamerorkest · Kamerconcert nr. 7 voor hobo en kamerorkest · Kamerconcert nr. 8 voor orkest · Kamerconcert nr. 9 voor viool, altviool en kamerorkest · Kamerconcert nr. 10 · Kamerconcert nr. 11 voor trompet en orkest · Kamerconcert nr. 12 voor trombone en orkest · Kamerconcert nr. 13 voor hobo, altviool en kamerorkest